# Mariano de la Roca y Delgado

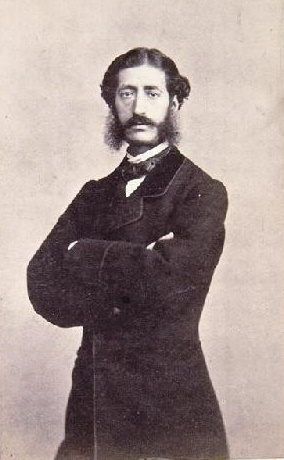
Mariano de la Roca y Delgado, fotografía de J. Laurent. Museo de Historia de Madrid.

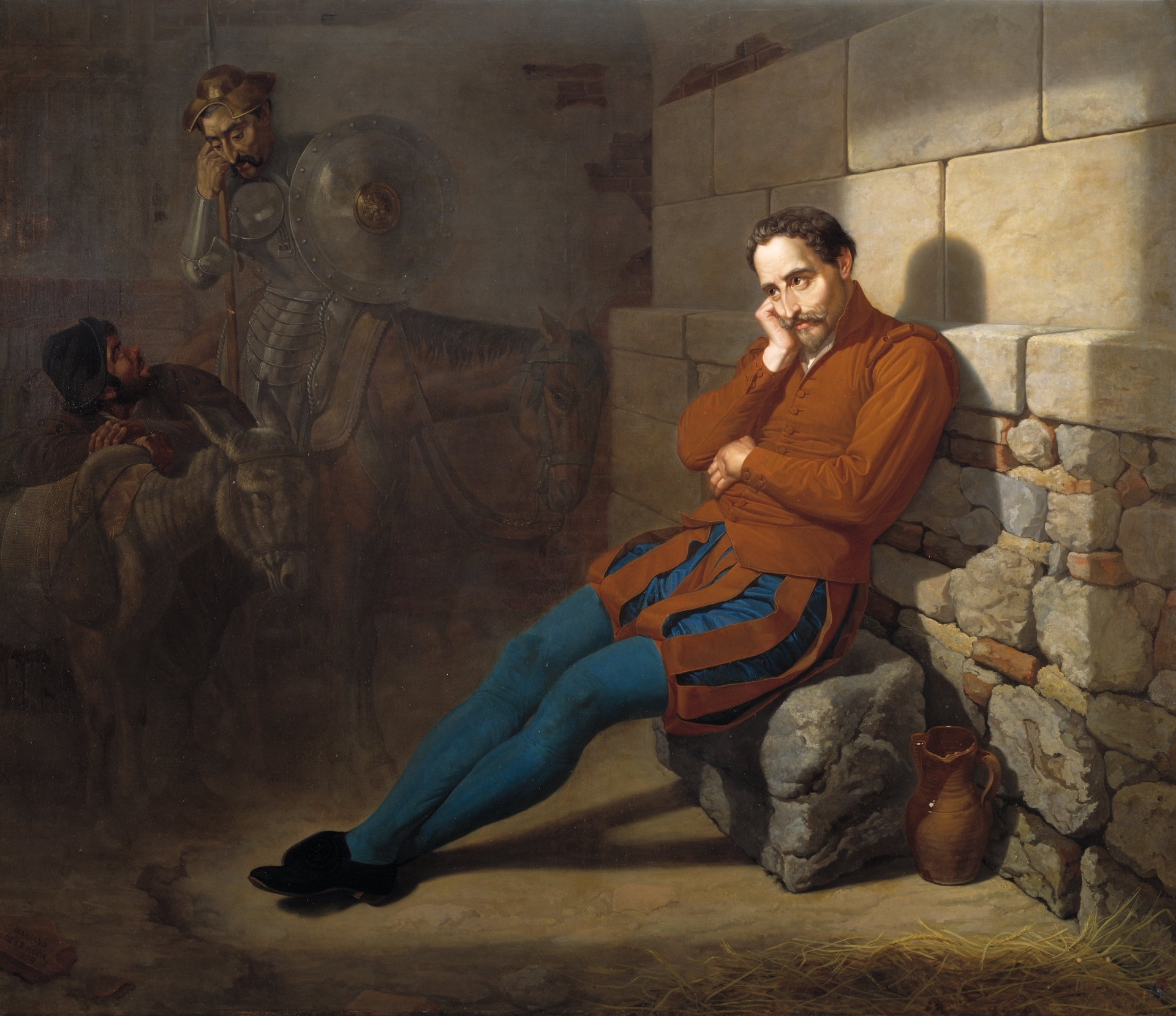
Miguel de Cervantes preso imaginando el Quijote, óleo de Mariano de la Roca y Delgado (1858)

Mariano de la Roca y Delgado (Sevilla, 1825-Madrid, 1872) fue un pintor, restaurador e historiador del arte español.

## Biografía
Estudió en la Escuela de Bellas Artes de San Fernando de Madrid y con el pintor Léon Cogniet en París. Desde 1856 a 1871 participó en las Exposiciones Nacionales de Bellas Artes y consiguió tercera medalla en 1860 con Ovejas sesteando en una junquera y segunda en 1862 por Un redil de ovejas en los alrededores de la puerta de Bilbao, de Madrid entre otros premios en 1858 (Miguel de Cervantes preso imaginando el Quijote, medalla de segunda clase) y 1866. Como se infiere, le gustaban los temas campestres y la pintura de animales, y en esta temática fue célebre, realizando sobre todo vistas de las afueras de Madrid, pero también hizo cuadros de historia. Trabajó en la Serie cronológica de los reyes de España del Museo del Prado con los óleos Sisebuto, Alfonso II el Casto, García I y Rodrigo. En 1870 fue nombrado caballero de la Orden de Carlos III
Extractó y anotó Arte de la pintura, su antigüedad y grandezas... de Francisco Pacheco (Madrid: León Pablo Villaverde, 1871), al que añadió un Tratado de restauración. Modo de limpiar las pinturas al óleo en lienzo, tabla, plancha y piedra (pp. 95-114). También publicó Compilación de todas las prácticas de la pintura, desde los antiguos griegos hasta nuestros días. Contiene los tratados de pintar al temple, al aguazo, al fresco, al óleo, curiosidades y secretos accesorios a la pintura y dorar a mate, modo de pintar los escudos de armas y la simetría del cuerpo humano (Madrid: León Pablo Villaverde, 1880) y Pintura a la aguada (1867).

## Algunos cuadros
- Doña Berenguela coronando a su hijo don Fernando, óleo sobre lienzo, 1866
- Rodrigo, óleo sobre lienzo, 1853
- Vacada en la pradera del Manzanares, óleo sobre lienzo (en dep. en la Real Academia de Bellas Artes de San Jorge de Barcelona)
- Un país con cabras, bueyes y corderos, óleo sobre lienzo, hacia 1866
- Ovejas sesteando en una junquera, extramuros de la Puerta de Atocha, óleo sobre lienzo, 1860
- El parador de Navajas (afueras de Madrid, en el portillo de Valencia), óleo sobre lienzo, 1865
- Alfonso II el Casto, rey de Asturias, óleo sobre lienzo, 1852
- Don García I, rey de León, óleo sobre lienzo, hacia 1852
- Sisebuto, rey visigodo óleo sobre lienzo, 1854
- Retrato de Eugenio Hartzenbusch, óleo, 1855.
- Un redil de ovejas extramuros de la puerta de Bilbao de Madrid, 1862
- La Oración en el Huerto, óleo sobre lienzo, 1857
- Miguel de Cervantes, imaginando El Quijote, óleo sobre lienzo, 1858